# Đèo Keo Lôm
Đèo Keo Lôm là đèo trên đường tỉnh 130 ở xã Keo Lôm huyện Điện Biên Đông, tỉnh Điện Biên, Việt Nam .
Tên đèo Keo Lôm theo tiếng dân tộc Thái nghĩa là Thung Gió.
Đèo Keo Lôm dài 20 km, đường quanh co và khá cao. Đỉnh đèo ở bản Keo Lôm B xã Keo Lôm. Lên trên đỉnh đèo khí hậu ở đây mát lạnh. Dọc đèo khá hoang vắng, một trong những con đèo điển hình của núi rừng Tây Bắc .